# L-3 MAPPS
 (décembre 2011).
Si vous disposez d'ouvrages ou d'articles de référence ou si vous connaissez des sites web de qualité traitant du thème abordé ici, merci de compléter l'article en donnant les références utiles à sa vérifiabilité et en les liant à la section « Notes et références ».
L-3 MAPPS est une société canadienne proposant des solutions de contrôle, de simulation et de formation pour les entreprises maritimes, de la production d'énergie et des secteurs de l'aérospatial. Son siège social est à Montréal

## Historique
En février 2005, L-3 MAPPS fait l’acquisition de la division de contrôle naval de CAE, qui comprenait alors les divisions Simulation et systèmes pour centrales et Simulation et systèmes spatiaux[réf. nécessaire]. L-3 MAPPS a conçu le premier système de gestion intégré de plateformes des frégates de patrouille de la classe City pour la Marine royale canadienne, est le principal fournisseur de simulateurs de centrales nucléaires et participe activement au programme de la station spatiale internationale[réf. nécessaire].
L-3 MAPPS travaille dans le développement et l'évolution des systèmes intégrés de gestion modernes de plateformes (IPMS)[réf. nécessaire], qui s’instaurent en tant que systèmes complets d'automatisation pour navire de guerre. 
L’entreprise développe des simulateurs pour systèmes de centrales énergétiques. Elle est également spécialisée dans la modélisation et la simulation informatique de systèmes spatiaux complexes.